# Гонтянські Моравці
Гонтьянське Моравце (словац. Hontianske Moravce) — село в окрузі Крупіна Банськобистрицького Словаччини. Площа села 16,83 км². Станом на 31 грудня 2024 року в селі проживало 745 жителів.

## Географія
Протікають річка Веперець; Белянський потік і Трстянський потік.

## Історія
Перші згадки про село датуються 1245 роком.

## Населення
| Рік:            | 1994. | 2004.    | 2014.   | 2024.    |
| --------------- | ----- | -------- | ------- | -------- |
| Кількість осіб: | 723   | 893      | 885     | 745      |
| Різниця:        |       | +23,51 % | -0,89 % | -15,81 % |

| Рік:            | 2023. | 2024.   |
| --------------- | ----- | ------- |
| Кількість осіб: | 760   | 745     |
| Різниця:        |       | -1,97 % |